# Воспоминания о звёздной пыли
«Воспоминания о звёздной пыли», или «Звёздные воспоминания» (англ. Stardust Memories) — американская чёрно-белая трагикомедия 1980 года. Фильм пародирует ленту Федерико Феллини «Восемь с половиной». Последний фильм Вуди Аллена, снятый им на студии United Artists.

## Сюжет
Сэнди Бэйтс — известный комедийный режиссёр. Он хочет начать снимать более серьёзные фильмы, но многочисленные поклонники ждут от него только комедий. Кроме того, Сэнди разрывается между двумя своими женщинами: Дэйзи и Изобель, имеющими совершенно разные характеры; кроме того, режиссёра одолевают воспоминания о своей прежней любви — весёлой и непосредственной Дорри.
Решив тщательно обдумать свою жизнь — прошлую, настоящую и будущую, — Сэнди Бэйтс уединяется на уикенд в гостиничном номере, пока идёт кинофестиваль, представляющий его фильмы.

## В ролях
- Вуди Аллен — Сэнди Бэйтс
- Шарлотта Рэмплинг — Дорри
- Джессика Харпер — Дэйзи
- Мари-Кристин Барро — Изобель
- Тони Робертс — Тони Робертс
- Эми Райт — Шелли
- Хелен Ханфт — Вивиан Оркин
- Джон Ротман — Джек Эбель
- Джудит Робертс — певица
- Дэниел Стерн — актёр

### В эпизодах
- Шэрон Стоун — девушка в поезде (впервые на экране)
- Брент Спайнер — один из поклонников Сэнди Бэйтса (впервые на широком экране, позднее получил известность как андроид Дейта в сериале «Звёздный путь: Следующее поколение»)
- Лорен Ньюман — исполнительный продюсер Сэнди Бэйтса (в титрах не указана, позднее получила известность как одна из постоянных ведущих шоу «Субботним вечером в прямом эфире»)
- Луиза Лассер — секретарь Сэнди Бэйтса (в титрах не указана, бывшая жена Вуди Аллена)

## Создание
Название фильма происходит от названия джазовой композиции «Stardust» (1927). В 1931 году Луи Армстронг исполнил её, добавляя к слову Stardust троекратное oh, memory. Монтируя свои фильмы, Аллен всегда слушает старые аудиозаписи, особое предпочтение отдавая джазу. В этой ленте он впервые включил эти записи (джаз 1920-х и 1930-х) в саундтрек.
Рабочим названием фильма было «Woody Allen No. 4». Репортёрам Аллен заявлял, что он пока ещё не достоин и половины от 8½.

## Наследие
Я была в вудиалленовских «Воспоминаниях о звездной пыли». Это была незначительная роль, и я даже не открыла рта, но этот фильм дал мне ощущение, что я, наконец, в кино и что я двигаюсь туда, где всегда хотела быть.
Многие считают этот фильм Аллена автобиографическим, несмотря на то, что сам режиссёр много раз опровергал это.
В 1981 году фильм был номинирован на премию Гильдии сценаристов США за лучшую оригинальную комедию.
Сам Вуди Аллен считает своими лучшими фильмами «Пурпурная роза Каира» (1985), «Матч-пойнт» (2005) и этот.